# Saint-Jean-le-Thomas
Saint-Jean-le-Thomas è un comune francese di 439 abitanti situato nel dipartimento della Manica, nella regione della Normandia.
Fa parte del cantone di Sartilly, nella circoscrizione (arrondissement) di Avranches.

## Società

### Evoluzione demografica
Abitanti censiti